# De Republikein
De Republikein. Tijdschrift voor de betrokken burger is een Nederlands republikeins tijdschrift dat sinds 2005 verschijnt.

## Geschiedenis
In 2005 werd, mede op initiatief van het oorspronkelijke Republikeins Genootschap en het toenmalige Nieuw Republikeins Genootschap, een tijdschrift in het leven geroepen dat beoogde de discussie over erfelijk koningschap alsmede de ware democratie te voeden. Sinds 2005 verschijnt het tijdschrift viermaal per jaar. Het wordt uitgegeven door de 'Stichting De Republikein' in samenwerking met uitgeverij Virtùmedia uit Zeist. Aan het tijdschrift werken niet alleen leden van het genootschap mee; ook journalisten en historici leveren geregeld bijdragen of schrijven gastcolumns. Tussen 2008 en 2015 was wetenschapsjournalist Rik Smits hoofdredacteur van De Republikein. Sinds eind 2015 is de hoofdredacteur René Zwaap. Het aantal abonnees lag in 2017 op zo'n 500. Een poging om van De Republikein het huisblad van het Republikeins Genootschap te maken en daarmee het abonneebestand te verviervoudigen liep uiteindelijk op niets uit.
Eind 2016 kondigde het NRG en De Republikein een onderzoek aan naar de kosten van de Nederlandse monarchie. Geïnspireerd door een soortgelijk onderzoek van de Britse republikeinse organisatie Republic, waaruit bleek dat de Britse monarchie acht keer zoveel zou kosten als de officiële cijfers aangaven, wilde men alle kosten die voor het koningshuis gemaakt worden en de belastingvrijstellingen die zij genieten in kaart brengen. Om het onderzoek te financieren werd een crowdfundactie opgezet. Daarnaast werd er onder de naam "WillyLeaks" een meldpunt geopend waar mensen tips en adviezen kon achterlaten. Klokkenluiders werden eveneens opgeroepen zich te melden, desnoods anoniem. In het juni-nummer van De Republikein werden de eerste bevindingen gepresenteerd. Op 24 april 2018 publiceerden de republikeinen hun rapport. Volgens de onderzoekers kost de monarchie niet € 59,4 miljoen, zoals begroot, maar € 345,5 miljoen per jaar, hoewel men er direct bij vermeldde dat er gebruik is gemaakt van "creatief rekenwerk", aangezien er geen cijfers bekend zijn over het vermogen van de Oranjes. Zowel de Rijksvoorlichtingsdienst als de Belgische hoogleraar Herman Matthijs, die onderzoek gedaan heeft naar de kosten van diverse West-Europese staatshoofden, deden het rapport af als "giswerk".

## Redactie[1]
- René Zwaap (hoofdredacteur)
- Karin Mollema (eindredacteur)
- Thom de Lagh
- Gijs Korevaar
- Maurits van den Toorn

## Receptie
Abonnee en Trouw-columnist Elma Drayer noemde De Republikein "een heerlijk blaadje", maar moest constateren dat door de hang naar het mystieke de meeste Nederlanders zich niet snel tot het "rationele, verstandige republikanisme" zullen bekeren dat het tijdschrift tracht te verspreiden, ook al wordt er "keihard aangetoond dat het erfelijk koningschap [een] anachronistische, geldverslindende, antidemocratische poppenkast is". Volgens Volkskrant-journalist Paul Onkenhout is het blad "verrassend fris en aantrekkelijk, zowel qua inhoud als vormgeving."